# Pastoral da Saúde
Pastoral da Saúde é um organismo de ação social da Conferência Nacional dos Bispos do Brasil – CNBB, vinculada à Comissão Episcopal para o Serviço da Caridade, da Justiça e da Paz.
A Pastoral da Saúde, de acordo com as diretrizes da CNBB, é a ação evangelizadora "de todo o povo de Deus, comprometido a defender, promover, preservar, cuidar e celebrar a vida, tornando presente na sociedade de  alguns tempos  hoje a missão libertadora de Cristo no mundo da saúde".

## O que é
A Pastoral da Saúde atua em três dimensões que a configuram como uma pastoral diferente e mais abrangente que àquela anteriormente denominada de Pastoral do Enfermo. Sua abrangência chega a setores importantes da sociedade que têm um papel decisivo na política de saúde da nação. As dimensões são:
- Dimensão solidária: vivência e presença samaritana junto aos doentes e sofredores nas instituições de saúde, na família e na comunidade. Ela visa atender a pessoa integralmente nas dimensões física, psíquica, social e espiritual.
- Dimensão comunitária: visa a promoção e educação para a saúde. Relaciona-se com a saúde pública, atuando na prevenção das doenças. Procura valorizar o conhecimento, sabedoria e religiosidade popular em relação à saúde.
- Dimensão sociotransformadora: atua junto aos Órgãos e Instituições Públicas e Privadas que prestam serviço e formam profissionais na área da saúde. Zela para que haja reflexão bioética, formação ética e uma política de saúde sadia, para que os seus agentes sejam articuladores e fiscalizadores das decisões no setor saúde, participando ativamente dos Conselhos de Saúde.

## Atividades
As atividades que a Pastoral da Saúde desenvolve junto à comunidade e à sociedade são várias. Vão desde a atenção aos doentes até a articulação junto a entidades governamentais responsáveis pelo Sistema Único de Saúde (SUS). A Pastoral da Saúde acontece com prioridade nas comunidades, conselhos de saúde, escolas, associações de bairros, sindicatos e em todos os espaços onde os cidadãos participam.

## Pastoral dos Enfermos
A Pastoral da Saúde é a antiga Pastoral dos Enfermos, sendo que cada uma trabalha com seus objetivos específicos. A Pastoral dos Enfermos teve uma importância grandiosa para a comunidade, pois ela cumpria o papel do cristão que aproxima o doente de Jesus Cristo, dando um novo sentido para a dor. Vale lembrar, ainda, que o nome Pastoral dos Enfermos não existe mais na linguagem oficial da Igreja, pois as atividades desta pastoral estão presentes na “dimensão solidária” da Pastoral da Saúde.

## Projetos
Podemos listar, ainda, alguns dos vários projetos que estão sendo desenvolvidos, exclusivamente, pelo esforço e trabalho dos nossos agentes, não tendo nenhum colaborador financeiro ou mantenedor, tais como: Cursos de Capacitação; Apoio a Centros de Convivência para Idosos; Reciclagem de Lixo; Farmácias Verdes (fitoterápicos) e Farmácias Comunitárias (alopáticos); Saúde no Lar; Escola da Saúde; Pense Bem; Projeto de parceria com a ABRAZ, entre tantos outros.
A coordenação da Pastoral da Saúde Nacional (Brasil) é composta por pessoas com formação em diversas áreas. O conhecimento e experiências profissionais, de cada membro da coordenação, certamente contribuirão para fortalecer o trabalho da Pastoral da Saúde.
Os desafios que se apresentam são inúmeros, especialmente no período pós pandêmico, onde as fragilidades da Pastoral da Saúde foram potencializadas, e em diversas situações se faz necessário reiniciar o trabalho partindo do zero.
Composição atual da Coordenação Nacional da Pastoral da Saúde (Brasil): 
- Coordenadora: Marlene Salette Marsaro – Arquidiocese de Porto Velho;
- Vice-Coordenador: Guilherme Lopes de Souza – Arquidiocese de São Sebastião do Rio de Janeiro;
- Secretária: Benice Benedita de Oliveira – Diocese de São Luiz de Cáceres;
- Vice-Secretária: Marylane Lima Vanelli Ribeiro – Arquidiocese de São Sebastião do Rio de Janeiro;
- Tesoureiro: Cirlei de Souza Andrade – Arquidiocese de Niterói;
- Vice-Tesoureiro: Paulo Sarraf Pereira – Arquidiocese de Manaus.